# Caio Yo
Caio Yo é um artista e quadrinista nascido no interior de São Paulo. Iniciou sua carreira na área editorial, em revistas como Mundo Estranho e Super Interessante. Trabalhou também em storyboards e ilustrações para agências de publicidade, e também como artistas de jogos, como A Lenda do Herói, do Estúdio Dumativa.
Como autor, já tem diversos trabalhos publicados, tanto de forma independente como por editoras. Dentre os de maior destaque estão os quadrinhos Onsen (independente, 2017), O Segredo de Baba Ganush (Zarabatana Books, 2018), e Cosmico (Editora JBC, 2023).
Cosmico foi um dos quadrinhos brasileiros mais vendidos no seu evento de lançamento, a CCXP 2023, e figura constantemente como destaque entre obras brasileiras de quadrinhos com temática LGBTQIAP+ dentro do gênero Boys Love. 